# جائزة موناكو الكبرى 2006
جائزة موناكو الكبرى 2006 (بالإنجليزية: 2006 Monaco Grand Prix)‏ هو سباق فورمولا 1 أقيم بتاريخ 28 مايو، 2006 في حلبة موناكو، مونت كارلو. كان السابع من أصل 18 في بطولة العالم لسباقات الفورمولا واحد موسم 2006. حلّ الإسباني فرناندو ألونسو أولا بينما جاء الكولومبي خوان بابلو مونتويا في المركز الثاني وحصل على المركز الثالث البريطاني ديفيد كولتهارد.